# Озеро Солоне (Теребля)
О́зеро Соло́не — гідрологічна пам'ятка природи місцевого значення. Об'єкт природно-заповідного фонду Закарпатської області. 
Розташоване на території Тячівського району Закарпатської області, при західній околиці села Теребля (урочище «Дубник»). 
Площа 3,9 га. Статус отриманий згідно з рішенням облвиконкому від 18.11.1969 року № 414 та рішенням облвиконкому від 23.10.1984 року № 253. Перебуває у віданні Тереблянської сільської ради. 
Статус надано для збереження соленого озера, вода якого має лікувальні властивості. 